# Carolina Scotto
Silvia Carolina Scotto (Córdoba, 18 de marzo de 1958) es una profesora de historia, doctora en filosofía y política argentina. En 2007 se convirtió en la primera mujer en asumir como rectora de la Universidad Nacional de Córdoba (Argentina) en más de 400 años de historia de la institución. En 2013 fue elegida diputada nacional por el Frente para la Victoria en la Provincia de Córdoba. El 6 de agosto de 2014 renunció a su cargo por “razones estrictamente personales”.

## Biografía

### Comienzos
Carolina Scotto nació en Córdoba el 18 de marzo de 1958. Hija de Eliseo Scotto y Mafalda, creció junto a sus dos hermanos Gustavo y Valentina. Cursó estudios primarios en el Colegio Sarmiento, ubicado en el Barrio Cofico, y los secundarios en la escuela Alejandro Carbó. Su padre, campeón mundial de aeromodelismo, fue una influencia en su vida y quien fomentó su deseo permanente de aprender. Scotto se declara atea e independiente de identificaciones ideológicas.
Comenzó sus estudios en 1976, en tiempos de la dictadura cívico-militar conocida como Proceso de Reorganización Nacional. Scotto afirma que en esos tiempos debía estudiar más allá de los contenidos impartidos por la Universidad, ya que dichos contenidos tenían una visión sesgada por la dictadura. «Fui alumna en dictadura. Padecimos una universidad cerrada con programas de estudio severamente controlados, con bibliotecas diezmadas y profesores expulsados», dice Scotto al respecto.

### Trayectoria académica
Carolina Scotto se graduó como profesora de historia en el año 1982 y licenciada en filosofía en 1984, obteniendo el doctorado en esta misma área en el año 1984, presentando la tesis doctoral Interpretación e Intencionalidad: Teorías de la atribución intencional. Todos estos títulos los obtuvo en la Universidad Nacional de Córdoba.
Como profesora universitaria, Scotto empezó a trabajar ya en el año 1985 como jefe de trabajos prácticos en Historia y, al año siguiente, realizó la misma labor en Filosofía. En 1989 pasó a ser profesora adjunta y alcanzó la titularidad diez años después, en 1999, en las cátedras de Filosofía Contemporánea y de Filosofía del Lenguaje. En el mismo año fue elegida decana de la Facultad de Filosofía y Humanidades de la Universidad Nacional de Córdoba. Presentó además varios trabajos académicos, publicó capítulos de libros e hizo presentaciones en congresos y reuniones científicas. Junto a una prolífica obra, dirigió innumerables tesinas de grado y tesis doctorales.
Carolina Scotto se ha desempeñado como docente de Filosofía Contemporánea y de Filosofía del Lenguaje en la Escuela de Filosofía que forma parte de la Facultad de Filosofía y Humanidades de la Universidad Nacional de Córdoba. Además, ha sido decana de dicha facultad.
Es investigadora del Consejo Nacional de Investigaciones Científicas y Técnicas (CONICET). Sus investigaciones se han centrado en la filosofía de Ludwig Wittgenstein, la semántica de los conceptos mentales y la atribución intencional a humanos y a animales no humanos, entre otros temas.

### Rectora de la Universidad Nacional de Córdoba
Scotto asumió como rectora de la Universidad Nacional de Córdoba en el año 2007.
El 7 de abril de 2010 Scotto fue distinguida con el Diploma de Caballero de la Orden de las Palmas Académicas por el Gobierno de Francia. Este título le fue entregado por el embajador de Francia en Argentina, Pierre Asvazadourian, quien hizo hincapié en la trayectoria docente y de investigación de la primera mujer rectora de la Universidad Nacional de Córdoba.
En su cargo de rectora de la Universidad Nacional de Córdoba, Scotto contribuyó al esfuerzo democratizador de la institución, con una actitud de apertura hacia la comunidad. Creó el Programa de Derechos Humanos e impulsó otras iniciativas que permitieron involucrar a la Universidad con la marcha de los juicios a los represores y genocidas, en el sentido de recordar la tragedia que supuso la dictadura cívico-militar para los cordobeses y de la construir una cultura hacia el futuro.
También en el marco de la reivindicación de derechos humanos esenciales, Scotto fue homenajeada, el 10 de abril de 2013 por la Organización Migrantes Andinos de Córdoba, en una ceremonia en la que se valoró el apertura, la inclusión y el reconocimiento de derechos que durante su gestión caracterizaron a la Universidad Nacional de Córdoba. Se destacó el desarrollo de acciones que favorecen la inclusión de las comunidades de inmigrantes andinos —principalmente peruanos y bolivianos, que son mayoría entre los inmigrantes que recibe la provincia cordobesa— y el reconocimiento de los derechos sin distinción de procedencia ni de cultura.
El 7 de mayo de 2013, Scotto inauguró en la Facultad de Filosofía y Humanidades de la Universidad Nacional de Córdoba la Plaza de la Memoria, la Verdad y la Justicia, para recordar y homenajear a los docentes, empleados y estudiantes de la UNC que fueron víctimas de la represión sistemática durante el Proceso de Reorganización Nacional (1976/1983). En el lugar se instaló una placa que exhibe la nómina de 238 estudiantes, docentes y no docentes que fueron asesinados y desaparecidos por el régimen. «Nos debíamos una exhaustiva investigación de los universitarios y universitarias, para que sus nombres quedaran grabados en nuestro recuerdo, como un homenaje cotidiano en un espacio público de la universidad pública», sintetizó Carolina Scotto en ocasión del acto de inauguración del espacio. Participaron del acto integrantes de la Comisión Nacional sobre la Desaparición de Personas (CONADEP) y miembros de la comunidad universitaria de Córdoba.
En lo que significó su despedida del cargo de rectora de la Universidad Nacional de Córdoba, el 24 de abril de 2013, Scotto recibió el homenaje de la agrupación Hijos por la Identidad y la Justicia contra el Olvido y el Silencio (HIJOS) por su compromiso con la Memoria, la Verdad y la Justicia, una vez que esta agrupación considera que dichos ejes estuvieron siempre presentes en la política universitaria durante su gestión. En ocasión de esta emotiva ceremonia, la titular de HIJOS en Córdoba, Silvia Di Toffino, afirmó que Scotto «no solamente es una mujer que fue capaz de imponerse en 400 años de la Universidad como ejemplo de lucha, sino porque levantó las banderas de Memoria, Verdad y Justicia» y que también transformó, a través de sus políticas y su gestión, la Universidad. Carolina Scotto fue nombrada miembro honorífico de HIJOS y le fue entregado un pañuelo blanco similar al que introdujeron las Madres de Plaza de Mayo como símbolo de resistencia y que simboliza la lucha de la agrupación HIJOS.

### Carrera política
Sobre el cierre del plazo para la inscripción de candidatos para las elecciones Primarias Abiertas Simultáneas y Obligatorias (PASO) de 2013, el Frente para la Victoria presentó su lista de candidatos a diputado nacional por Córdoba, encabezada por Carolina Scotto. De este modo, Scotto dio inicio a su carrera política, ya que no se había postulado a cargos electivos fuera del ámbito académico.
El 14 de julio de 2013, Carolina Scotto fue elegida primera candidata a diputado nacional. Con esta nominación, debió encabezar la lista del Frente para la Victoria en la Provincia de Córdoba para las Primarias Abiertas Simultáneas y Obligatorias (PASO) del mes de agosto y para las Elecciones generales del mes de 27 de octubre de 2013. Otro académico, Martín Gill, quien había sido rector de la Universidad Nacional de Villa María y al momento del cierre de listas ejercía como secretario de Políticas Universitarias de la Nación, fue elegido para secundar a Scotto en las elecciones parlamentarias de ese año.
Fue candidata a diputada por el FPV en las Elecciones legislativas de Argentina de 2013, obteniendo un tercer lugar con el 15,25% de los votos. Se desempeñó como diputada nacional por la provincia de Córdoba desde el 10 de diciembre de 2013 hasta su dimisión el 6 de agosto de 2014.

## Derechos Humanos
Carolina Scotto ha estado comprometida con la causa de los Derechos Humanos en Argentina, en especial con la realización de los juicios por delitos de lesa humanidad, en los que se ha estado juzgando y condenando a los represores y genocidas involucrados en ese tipo de delito durante el Proceso de Reorganización Nacional, la dictadura cívico-militar que gobernó de facto a la Argentina entre los años 1976 y 1983. Scotto calificó el inicio de los procesos contra los genocidas como «muy esperado por toda la ciudadanía de Córdoba» y declaró al respecto que «haber llegado al comienzo del proceso genera expectativas en cuanto al cierre de una etapa violenta de un terrorismo de Estado que ha dejado un terrible trauma en la sociedad».